# Estándar interno
Un estándar interno en química analítica es una sustancia química que se agrega en una cantidad constante a las muestras, el blanco y los estándares de calibración en un análisis químico. Esta sustancia se puede utilizar para la calibración trazando la relación de la señal del analito a la señal estándar interna en función de la concentración de analito de los estándares. Esto se hace para corregir la pérdida de analito durante la preparación de la muestra o la entrada de la muestra. El estándar interno es un compuesto que es muy similar, pero no idéntico a las especies químicas de interés en las muestras, ya que los efectos de la preparación de la muestra deben ser, en relación con la cantidad de cada especie, los mismos para la señal del estándar interno. En cuanto a la(s) señal(es) de las especies de interés en el caso ideal. Agregar cantidades conocidas de analito(s) de interés es una técnica distinta llamada adición estándar, que se realiza para corregir los efectos de la matriz. 
Esta relación para las muestras se usa luego para obtener sus concentraciones de analito a partir de una curva de calibración. El estándar interno utilizado debe proporcionar una señal que sea similar a la señal del analito en la mayoría de los casos, pero lo suficientemente diferente para que el instrumento pueda distinguir fácilmente las dos señales. Por ejemplo, el clorobenceno deuterado (C6D5Cl) es un estándar interno utilizado en el análisis de compuestos volátiles en GC-MS porque es similar al clorobenceno pero no ocurre naturalmente. La norleucina también es un estándar interno popular para el análisis de aminoácidos a través de GC-MS. 
En la espectroscopía de RMN, por ejemplo, de los núcleos 1H, 13C y 29Si, frecuencias dependen del campo magnético, que no es el mismo en todos los experimentos. Por lo tanto, las frecuencias se informan como diferencias relativas al tetrametilsilano estándar interno (TMS). Esta diferencia relativa a TMS se llama cambio químico y se mide en partes por millón. 
En la práctica, se conoce la diferencia entre las señales de los disolventes comunes y el TMS, y dado que los instrumentos modernos son capaces de detectar las pequeñas cantidades de disolvente protonado presentes en los disolventes comerciales deuterados, no es necesario agregar TMS. Al especificar el solvente de bloqueo que se utilizará, los espectrómetros modernos pueden hacer referencia correcta a la muestra; en efecto, el solvente en sí mismo sirve como el estándar interno. 
En cromatografía, los estándares internos se utilizan para determinar la concentración de otros analitos mediante el cálculo del factor de respuesta. El estándar interno seleccionado debe ser nuevamente similar al analito y tener un tiempo de retención y una derivación similares. Debe ser estable y no debe interferir con los componentes de la muestra. 